# Суґаульський договір

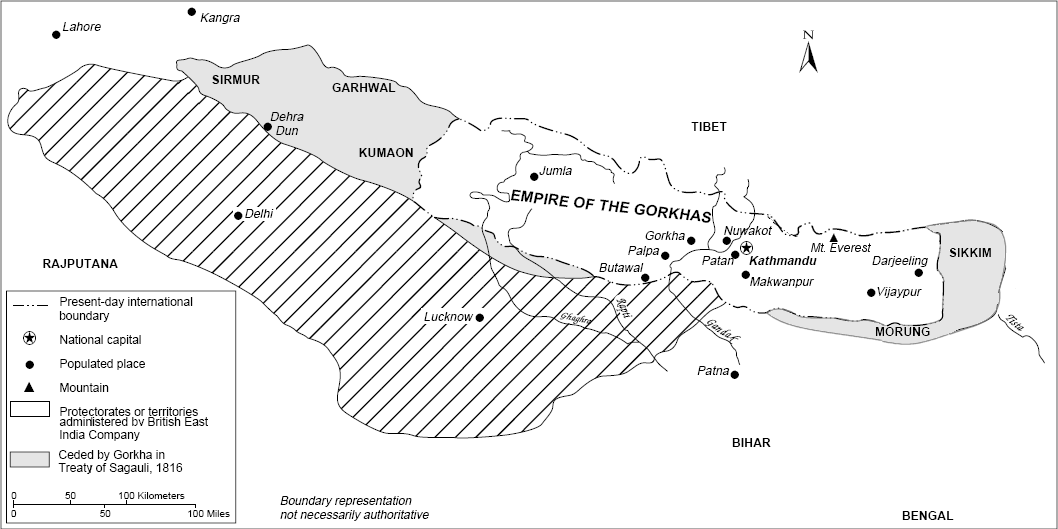
Територіальний ефект договору

Суґаульський договір (англ. Sugauli Treaty, Segowlee Treaty або Segqulee Treaty) — мирний договір між Британською Ост-Індійською компанією і Непальським королівством, підписаний 2 грудня 1815 року та ратифікований 4 березня 1816 року. Цей договір поклав кінець Англо-непальській війні 1814—1816 років. З непальського боку договір був підписаний Раджем Гуру Гадараджем Мішрою та Чандра Чехером Упадх'яєю, з британського — лейтенант-полковником Перісом Бредшоу. За умовами договору Непал передав англійцям завойовані ним раніше індійські території та Сіккім, в Катманду була встановлена британська місія, а англійці отримали можливість наймати непальців до своєї армії. Непал також втратив можливість наймати європейців та американців на службу, і змушений був закрити існувавшу до того французьку військову місію.
Загальні територіальні втрати склали третину території, в тому числі Сіккім (чоґ'ял або монарх, який підтримав англійців у війні), території на захід від річки Калі, Гархвал (зараз Уттаракханд); частину територій на захід від річки Сутледж (зараз Гімачал-Прадеш) та більшу частину регіону Терай (частина останнього була повернута Непалу в 1816 році, а ще частина в 1865 році в подяку за допомогу Непала в пригніченні індійського повстання 1857 року).